# بووکوویزنا
بووکوویزنا (به لهستانی:  Bułkowizna) یک روستا در لهستان است که در گمینا بارگووف کوشچیلنه واقع شده‌است. بووکوویزنا ۱۲۹ نفر جمعیت دارد.